# سیاه‌کوه (فردوس)
سیاه کوه نام رشته کوهی است در مرز خراسان جنوبی و خراسان رضوی با ارتفاع قله ٢٨۵٨ متر، که در منطقهٔ شهرستان فردوس در استان خراسان جنوبی واقع شده‌است.

## موقعیت جغرافیایی
قله سیاه کوه در استان خراسان جنوبی و در شمال غربی شهرستان فردوس  قرار گرفته‌است. رشته کوه سیاه کوه در منطقه کوهستانی به طول ۳۰ کیلومتر واقع شده‌است که در راستای شمال شرقی به جنوب شرقی از شمال به روستای آهنگ شهر بجستان خراسان رضوی آغاز شده و تا شرق خضری دشت بیاض خراسان جنوبی امتداد دارد. عرض متوسط این منطقه ۱۲ کیلومتر است که با حرکت به سمت شرق عرض بیشتر می‌شود. جاده اتومبیل رو فردوس به کاخک با عبور از گردنه ۲۰۰۰ متری این منطقه کوهستانی را قطع می‌کند.